# Éperdument
Pour plus de détails, voir Fiche technique et Distribution.
Éperdument est un film français réalisé par Pierre Godeau et sorti en 2016. Il s'agit de l'adaptation du livre autobiographique de Florent Gonçalves, Défense d'aimer, sorti en 2012.

## Synopsis
Jean mène une vie tout ce qu'il y a de plus correct, avec une famille et un travail respectable, celui de directeur de la prison pour femmes de Versailles. Seulement, à partir du jour où il se penche sur le dossier d'Anna, incarcérée sous sa garde, tout change. Ils tombent éperdument amoureux, et vivent une histoire d'amour intense mais aussi impossible. Inspiré d'une histoire vraie (racontée par Florent Gonçalves dans son livre), ce film met en parallèle leur emprisonnement respectif : celui de Jean, psychologique, et celui d'Anna, plus matériel.

## Fiche technique
- Titre : Éperdument
- Réalisation : Pierre Godeau
- Scénario : Pierre Godeau, d'après l'œuvre de Florent Gonçalves
- Musique : Rob (Robin Coudert)
- Montage : Hervé de Luze
- Photographie : Muriel Cravatte
- Costumes : Judith de Luze
- Décors : Stéphane Taillasson
- Producteur : Philippe Godeau
  - Coproducteur : Jacques-Henri et Olivier Bronckart
  - Producteur délégué : David Giordano
- Production : Pan Européenne Production et LGM Productions, en association avec les SOFICA Indéfilms 4 et SofiTVciné 2
- Distribution : Studiocanal
- Pays d'origine :  France
- Durée : 110 minutes
- Genre : drame
- Dates de sortie :
  -  France : 2 mars 2016

## Distribution
- Guillaume Gallienne : Jean
- Adèle Exarchopoulos : Anna
- Stéphanie Cléau : Élise
- Aliénor Poisson : Louise
- Cyrielle Martinez : Zoé
- Selma Mansouri : Sonia
- Sabila Moussadek : Aïda
- Marie Rivière : la mère d'Anna
- Maryline Even : la codétenue de Fleury
- Marie Berto : Béatrice
- Guillaume Marquet : le contrôleur général des prisons
- Nade Dieu : le capitaine de police
- Anne Loiret : l'avocate d'Anna
- Nicolas Beaucaire : le juge d'instruction
- Guillaume Viry : l'instituteur de Louise
- Frédéric Sauzay : le chef cuisinier de la prison

## Inspiration
Cette fiction s'appuie sur des éléments de la vie de Sorour Arbabzadeh et de celle de Florent Gonçalves en 2010. La jeune femme (née en 1988) était incarcérée à la prison pour femmes de Versailles lorsqu'elle a rencontré le directeur de cette prison, Florent Gonçalves. Elle était condamnée à 9 ans de prison pour les faits qui lui étaient reprochés dans l'affaire du gang des barbares (faits : janvier-février 2006 ; verdict 2009, condamnation en appel 2010). Elle a été libérée en septembre 2011.

## Musiques additionnelles
Sauf indication contraire, les informations mentionnées dans cette section peuvent être confirmées par le générique de fin de l'œuvre audiovisuelle présentée ici, ainsi que par la base de données cinématographiques IMDb,  présente dans la section « Liens externes ».
- L'Eau vive - Guy Béart - fredonnée en ouverture du film par Adèle Exarchopoulos
- River - Ibeyi
- Don't Cha - The Pussycat Dolls
- Ne partons pas fâchés – Raphael - reprise par Philippe Katerine
- Qui a le droit... - Patrick Bruel
- Rap Zoé - Kill Kill (deuxième musique au générique de fin)